# Євплов Іван Гаврилович
Іван Гаврилович Євплов (нар. 16 травня 1920 — пом. 19 травня 2015) — радянський військовик часів Другої світової війни, командир стрілецького батальйону 988-го стрілецького полку 230-ї стрілецької дивізії (5-а ударна армія,1-й Білоруський фронт), майор. Герой Радянського Союзу (1945).

## Біографія
Народився 16 травня 1920 року в селі Дмитрівка Олександрійського повіту Херсонської губернії (нині Знам'янський район Кіровоградської області) в бідній селянській родині. Росіянин. Після закінчення школи навчався у Шамівському сільськогосподарському технікумі.
До лав РСЧА призваний у 1940 році. У 1941 році закінчив Одеське піхотне училище. Участь у боях німецько-радянської війни брав з листопада 1941 року. У 1942 році закінчив курси удосконалення командного складу. Воював на Калінінському, Південно-Західному, Воронезькому, 3-у Українському і 1-у Білоруському фронтах. Член ВКП(б) з липня 1943 року. У 1942 році був важко поранений, у 1943 році — контужений і двічі легко поранений.
У квітні 1943 року в боях за село Рай-Олександрівка ад'ютант старший 1-го стрілецького батальйону 458-го стрілецького полку лейтенант І. Г. Євплов вміло організував оборону, сам безпосередньо розставив вогневі засоби на північно-західній околиці села, завдяки чому було відбито 4 контратаки ворога. Опинившись в оточенні, під прикриттям темряви організовано вивів групу бійців на нові позиції.
29 січня 1945 року стрілецький батальйон під командуванням майора І. Г. Євплова штурмом оволодів населеними пунктами Лаухштедт і Браунсфельде. При цьому знищено і взято у полон до 100 солдатів і офіцерів супротивника. 31 січня батальйон першим у полку форсував річку Одер і зав'язав бої на лівому березі. Захопивши плацдарм, відбив 2 атаки ворога, після чого раптово контратакував, форсував річку Альт-Одер і захопив населений пункт Карлсбізе. При цьому батальйон знищив 32 і полонив 25 солдатів супротивника, знищив 3 75-мм гармати, захоплено 3 зенітних гармати, 2 тягачі, 5 вантажних і 2 легкових автомобілі.
Особливо майор І. Г. Євплов відзначився під час проведення Берлінської операції. В ніч на 25 квітня 1945 року батальйон під його командуванням форсував річку Шпреє й стрімким ударом прорвав оборону супротивника на західному березі, тим самим давши можливість форсувати річку іншим підрозділам. Під час бою було знищено до 150 солдатів і офіцерів ворога, 11 вантажівок і автобусів та багато іншого військового майна.
Після війни продовжив військову службу. 1949 року закінчив Військову академію імені М. В. Фрунзе, перебував на штабних посадах. З 1969 року полковник І. Г. Євплов — у запасі.
Оселився у Ростові-на-Дону, працював начальником відділу кадрів виробничого об'єднання м'ясної промисловості. Помер 19 травня 2015 року.

## Нагороди
Указом Президії Верховної Ради СРСР від 31 травня 1945 року за зразкове виконання бойових завдань командування на фронті боротьби з німецькими загарбниками та виявлені при цьому відвагу і героїзм, майору Євплову Івану Гавриловичу присвоєне звання Героя Радянського Союзу з врученням ордена Леніна і медалі «Золота Зірка».
Також нагороджений орденами Суворова 3-го ступеня (05.03.1945), Вітчизняної війни 1-го (11.03.1985) і 2-го (29.04.1943) ступенів, двома орденами Червоної Зірки (20.06.1943, …) і медалями.
2009 року нагороджений почесним Орденом Суворова — за видатні успіхи в справі управління військами.
08.06.2012 року за мужність і героїзм, проявлені в роки війни, та у зв'язку з 75-річчям утворення Ростовської області нагороджений орденом Отамана Платова (реґіональна нагорода Ростовської області), Подячним листом губернатора Ростовської області й грошовою винагородою.